# Grecja na Mistrzostwach Świata w Lekkoatletyce 2013
Grecja na Mistrzostwach Świata w Lekkoatletyce 2013 – reprezentacja Grecji podczas czempionatu w Moskwie liczyła 17 zawodników.

## Występy reprezentantów Grecji

### Mężczyźni

#### Konkurencje biegowe
| Konkurencja                | Zawodnik                   | Eliminacje | Eliminacje | Półfinał | Półfinał | Finał        | Finał   |
| Konkurencja                | Zawodnik                   | Rezultat   | Pozycja    | Rezultat | Pozycja  | Rezultat     | Pozycja |
| -------------------------- | -------------------------- | ---------- | ---------- | -------- | -------- | ------------ | ------- |
| Bieg na 200 m              | Likurgos-Stefanos Tsakonas | 20,55      | 14. q      | 20,56    | 17.      | NQ           | NQ      |
| Bieg na 110 m przez płotki | Konstandinos Duwalidis     | 13,55      | 19.        | NQ       | NQ       | NQ           | NQ      |
| Chód na 20 km              | Aleksandros Papamichail    | —          | —          | —        | —        | 1:23:48 (SB) | 16.     |
| Chód na 50 km              | Aleksandros Papamichail    | —          | —          | —        | —        | DNS          | -       |

#### Konkurencje techniczne
| Konkurencja   | Zawodnik               | Eliminacje | Eliminacje | Finał    | Finał   |
| Konkurencja   | Zawodnik               | Rezultat   | Pozycja    | Rezultat | Pozycja |
| ------------- | ---------------------- | ---------- | ---------- | -------- | ------- |
| Skok w dal    | Luis Tsatumas          | 8,00 m     | 6. q       | 7,98 m   | 10.     |
| Trójskok      | Dimitris Tsiamis       | 16,69 m    | 11. q      | 16,66 m  | 10.     |
| Skok wzwyż    | Konstandinos Baniotis  | 2,26 m     | 9. q       | 2,25 m   | 10.     |
| Skok wzwyż    | Andonios Mastoras      | 2,26 m     | 13.        | NQ       | NQ      |
| Skok o tyczce | Konstandinos Filipidis | 5,55 m     | 3. q       | 5,65 m   | 10.     |

### Kobiety

#### Konkurencje biegowe
| Konkurencja   | Zawodniczka         | Eliminacje | Eliminacje | Półfinał | Półfinał | Finał        | Finał   |
| Konkurencja   | Zawodniczka         | Rezultat   | Pozycja    | Rezultat | Pozycja  | Rezultat     | Pozycja |
| ------------- | ------------------- | ---------- | ---------- | -------- | -------- | ------------ | ------- |
| Bieg na 200 m | Maria Belimbasaki   | 23,41      | 33. Q      | 23,46    | 23.      | NQ           | NQ      |
| Maraton       | Kaliopi Astropekaki | —          | —          | —        | —        | 2:47:12      | 29.     |
| Chód na 20 km | Antigoni Drismbioti | —          | —          | —        | —        | 1:33:42 (PB) | 32.     |

#### Konkurencje techniczne
| Konkurencja   | Zawodniczka          | Eliminacje | Eliminacje | Finał     | Finał   |
| Konkurencja   | Zawodniczka          | Rezultat   | Pozycja    | Rezultat  | Pozycja |
| ------------- | -------------------- | ---------- | ---------- | --------- | ------- |
| Trójskok      | Atanasia Pera        | 13,92 m    | 11. q      | 13,75 m   | 12.     |
| Trójskok      | Niki Paneta          | 13,69 m    | 15.        | NQ        | NQ      |
| Skok wzwyż    | Andonia Sterjiu      | 1,83 m     | 20.        | NQ        | NQ      |
| Skok o tyczce | Nikoleta Kiriakopulu | 4,45 m     | 13.        | NQ        | NQ      |
| Skok o tyczce | Stela-Iro Ledaki     | NM         | NM         | NQ        | NQ      |
| Siedmiobój    | Sofia Ifandidu       | —          | —          | 5894 pkt. | 23.     |